# Gardenia mannii
Gardenia mannii е вид растение от семейство Брошови (Rubiaceae). Видът е критично застрашен от изчезване.

## Разпространение
Разпространен е в САЩ.